# Ties (manzana)
Ties es el nombre de una variedad cultivar de manzano (Malus domestica) Esta manzana está cultivada en la colección de germoplasma de manzanas del CSIC, así mismo también está cultivada en la colección particular de manzanas de Cataluña "El pomari de l'Emili". Esta manzana es originaria de la Comunidad autónoma de Cataluña, provincia de Barcelona, donde tuvo su mejor época de cultivo comercial en la década de 1960.

## Sinónimos
- "Poma Ties",[7]
- "Manzana Tia".[8]

## Historia
'Ties' es una variedad de manzana de Cataluña, cuyo cultivo conoció cierta expansión en el pasado, pero que a causa de su constante regresión en el cultivo comercial no conservaban apenas importancia y prácticamente habían desaparecido de las nuevas plantaciones en 1971, así hay variedades tales como 'Camuesa de Llobregat' y 'Manyaga' que constituían en 1960 el 70% de la producción de manzana en la provincia de Barcelona y se encontraba la primera en otras nueve provincias y la segunda en seis y 'Normanda' que estaba muy difundida hasta 1960 entre los viveristas de Aragón (representaba el 25% de la cosecha en la cuenca del Jiloca). En 1971 Puerta-Romero y Veirat sólo encontraron 184 ha de “Manyaga” (el 31% con más de 20 años), 81 ha de “Camuesa de Llobregat” (el 36% con más de 20 años) y ya no citan al cultivar “Normanda”.
'Ties' está considerada incluida en las variedades locales autóctonas muy antiguas, cuyo cultivo se centraba en comarcas muy definidas. Se caracterizaban por su buena adaptación a sus ecosistemas y podrían tener interés genético en virtud de su adaptación. Se encontraban diseminadas por todas las regiones fruteras españolas, aunque eran especialmente frecuentes en la España húmeda. Estas se podían clasificar en dos subgrupos: de mesa y de sidra (aunque algunas tenían aptitud mixta).
'Ties' es una variedad clasificada como de mesa; difundido su cultivo en el pasado por los viveros comerciales y cuyo cultivo en la actualidad se ha reducido a huertos familiares y jardines privados.

## Características
El manzano de la variedad 'Ties' tiene un vigor Medio; tubo del cáliz Estrecho, pequeño, con los estambres insertos en la mitad.
La variedad de manzana 'Ties' tiene un fruto de tamaño medio; forma tronco-cónica, marcadamente aplastada en su cima, con contorno irregular y levemente acostillado; piel fina, lisa y brillante; con color de fondo amarillo claro a amarillo intenso, sobre color importante, siendo el color del sobre color rosa, siendo su reparto en chapa, presentando chapa rosada más o menos extensa, muestra un punteado abundante, pequeño, blanquinoso o ruginoso, y una sensibilidad al "russeting" (pardeamiento áspero superficial que presentan algunas variedades) muy débil; pedúnculo de mediana longitud y grosor, más estrecho en la parte central, con frecuencia presenta dos yemas axilares en sus laterales, anchura de la cavidad peduncular relativamente estrecha, profundidad cavidad pedúncular profunda, con el fondo verdoso y al mismo tiempo con pruina gris, y con una importancia del "russeting" en cavidad peduncular débil; anchura de la cavidad calicina es poco ancha, profundidad de la cavidad calicina poco profunda, fruncida en el fondo y marcando ondulado más o menos notable en el borde, y con importancia del "russeting" en cavidad calicina ausente; ojo característicamente pequeño y entreabierto; sépalos largos, puntiagudos y vueltos hacia fuera desde por debajo de su mitad dejando en el centro una apertura suavemente pequeña.
Carne de color blanco crema con fibras amarillas; textura crujiente, levemente harinosa; sabor agradable y suavemente aromático dulce, tirando a un poco ácida; corazón pequeño, bulbiforme; eje entreabierto; celdas alargadas y cartilaginosas; semillas ovadas y punta aguda.
La manzana 'Ties' tiene una época de maduración y recolección tardía, madura en el otoño-invierno, de septiembre y octubre. Con buena conservación. Se usa como manzana de mesa fresca de mesa.